# 선양 (역사)
선양(禪讓)은 군주가 혈연관계 아닌 사람에게 왕위를 물려주는 것으로 이는 중국 역사에서 특징적인 왕조 교체의 한 형태이다. 원래는 중국의 신화 시대에 성천자(聖天子)로 일컬어지는 요(堯)·순(舜)·우(禹)가 차례로 왕위를 물려주었다는 전설에서 탄생한 개념이다. 실제 역사 속에서는 이상적인 형태의 원래 개념과 달리 강요에 의한 왕조 교체의 전형으로 이용되었다.

## 선양 전설
선양 전설은 중국의 삼황오제 신화에서 나타난 것으로 요·순·우의 세 제왕이 아들을 제쳐두고 혈통이 다른 사람에게 왕위를 물려주었다는 전설이다. 요는 아들 단주(丹朱)가 덕이 부족하였기 때문에 단주를 후계자로 삼지 않고 효성과 덕성, 능력을 갖춘 인재인 순을 재야에서 찾아 후계자로 삼았다. 순 역시 아들 상균(商均)이 왕위에 적합한 성품이 아니라고 여겨 우를 후계자로 삼고 왕위를 물려주었다.
이와 같은 선양 전설의 진위 여부는 아직 논란 중에 있다. 선양 제도의 언급은 서경에서 최초로 등장하며, 전국시대 맹자의 저서에서 처음으로 주목된다. 선양 전설은 전국시대 초기 묵자가 자신의 주장을 뒷받침하기 위해 만들어낸 것임이 기원이라는 학자들의 연구도 존재한다. 또한 한비자나 죽서기년과 같은 선대 고전에서는 이미 선양이 허구이며 순, 우가 각각 요, 순을 폐위, 감금시키고 제위에 올랐음을 폭로하고 있다. 그러나 선양 전설은 유학이 중국의 중심 사상이 되면서 크게 유행하여 중국 역사 전반에 걸쳐서 사실로 받아들여졌으며 이상적인 왕조 교체의 전형으로 칭송되었다.

## 역사 속의 선양
유학적 이상의 하나로 칭송받았던 선양은 전한(前漢)의 외척이었던 왕망(王莽)이 신(新)을 건국하면서 최초로 실제 역사 속에서 재현되었다. 왕망은 전한의 권력을 전횡하면서 황제를 마음대로 교체하다가 마지막으로 어린 아이를 황제로 세운 뒤에 다시 황위를 물려받아 신나라를 건국하였다. 이를 스스로 선양이라 일컬었는데, 이후, 후한(後漢)이 건국되면서 왕망은 찬탈자가 되었다. 그러나 왕망이 선례를 보인 이후 중국 역대 왕조들이 교체될 때 대의명분의 하나로 악용되었다. 중국 삼국시대에도 역시 조비(曹丕)가 한 헌제 유협으로부터 선양받기도 했으며 조비는 선양받은 이후 유협에게 산양공의 직위를 하사했다.
이러한 선양에 의한 왕조 교체가 가장 성행하였던 때가 위진남북조 시대이다. 특히 송의 유유가 선양받고 전 왕조 종친을 몰살한 이후 선양과 함께 앞선 왕조 종친을 살해하는 관습이 정착되어 사실상 찬탈을 미화하는 대의명분으로 사용되었다.
이러한 악습은 먼 훗날 송태조에 이르러 없어지는데 이유는 조광윤에게 제위를 넘겨주는 대신에 시씨 가문을 보호해달라는 후주 가신들과의 협상 때문이었다.

## 선양으로 교체된 왕조
- 연왕 쾌 → 자지
- 전한 유영 → 신 왕망
- 후한 헌제 → 위 조비
- 위 원제 → 서진 무제
- 동진 안제 → 환현
- 동진 공제 → 송 무제
- 송 순제 → 제 고제
- 제 화제 → 양 무제
- 소동 → 후경
- 양 경제 → 진 무제
- 동위 효정제 → 북제 문선제
- 서위 공제 → 북주 효민제
- 북주 정제 → 수 문제
- 수 공제 → 당 고조
- 양동 → 왕세충
- 양호 → 우문화급
- 장낙진 → 세노라
- 당 예종 → 측천무후
- 측천무후 → 당 중종
- 당 애종 → 주전충
- 양부 → 이변
- 후한 은제(또는 괴뢰황제 유빈) → 후주 태조
- 후주 공제 → 북송 태조
- 단정명 → 고승태
- 장방창 → 남송 고종
- 야율직로고 → 쿠츨루크

## 같이 보기
- 선위
- 요
- 순